# Maico MC 500/4

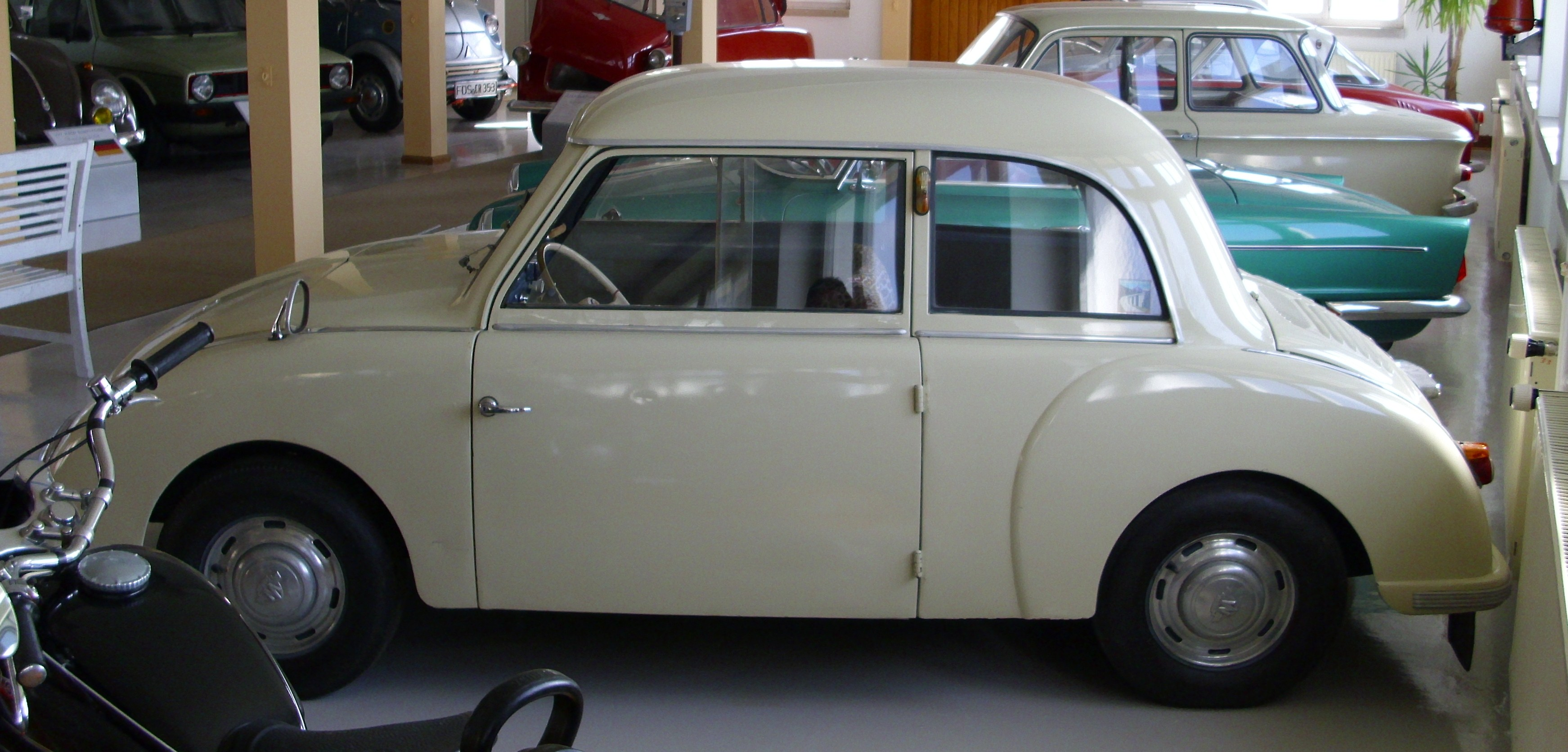
Seitenansicht

Der Maico MC 500/4 ist ein Automodell des Fahrzeugherstellers Maico aus Pfäffingen. Er erschien im Juni 1956 als weitgehend gleiche, allerdings stärkere motorisierte Version des Maico MC 400/4. Der Maico MC 500/4 war das einzige Fahrzeug der Typenreihe, das in größeren Stückzahlen produziert wurde, letztlich scheiterte aber auch dieses Modell und blieb ohne Nachfolger. Maico zog sich daraufhin aus dem Pkw-Bau zurück.

## Karosserie und Fahrwerk
Der Maico MC 500/4 war eine zweitürige Limousine (Türen hinten angeschlagen) mit Kastenrahmen und Stahlblechkarosserie von Baur Karosserie- und Fahrzeugbau. Die Vorderräder hingen an doppelten Querlenkern, die Hinterräder an einer Pendelachse mit Teleskopstoßdämpfern. Im ersten Jahr der Bauzeit hatte der Wagen Gummitorsionsfedern, die im Juli 1957 durch Schraubenfedern ersetzt wurden. Zur gleichen Zeit erhielt er Teleskopstoßdämpfer vorn und hinten. Außerdem wurde die Zahnstangenlenkung von einer Schneckenrollenlenkung abgelöst. Die Trommelbremsen wurden hydraulisch betätigt.
Die in der Werbung dargestellte Konzeption als „vollwertiges Automobil“ und als „bequemer 4-Sitzer“ entsprach laut einer Quelle nicht der Wirklichkeit, bereits zu zweit wurde es in dem Fahrzeug eng. Eine andere Quelle schreibt dagegen, dass sich vier Erwachsene über das Platzangebot nicht beklagen konnten. Tank und Reserverad waren unter der Fronthaube untergebracht, sodass für Gepäck nur wenig Platz blieb.

## Maße und Gewichte
Bei einem Radstand von 207 cm und einer Spurweite von 120 cm (vorne) bzw. 115,5 cm (hinten) war das Fahrzeug 343 cm lang, 147 cm breit und 135,5 cm hoch. Das Leergewicht betrug 575 kg, das zulässige Gesamtgewicht 880 kg.

## Antrieb
Der wassergekühlte Zweizylinder-Zweitaktmotor von Heinkel hatte 452 cm³ Hubraum und leistete 18 PS (13 kW). Er war im Heck des Fahrzeugs eingebaut und trieb über eine Einscheiben-Trockenkupplung und ein Vierganggetriebe mit Mittelschalthebel die Hinterachse an. Die Höchstgeschwindigkeit betrug 95 km/h. Der Kraftstoffverbrauch wurde mit 6 Liter auf 100 km angegeben.

## Neupreis und Stückzahl
Der Neupreis betrug 3490 DM für die Standardausführung und 3590 DM für die Luxusausführung. Die Heizung wurde zusätzlich mit 75 DM berechnet. Es entstanden 6301 Fahrzeuge.

## Konstruktionsmängel
Brechende Lenkhebel führten zu kostenintensiven Reklamationen und ruinierten das Image des Kleinwagens.